# Myrothamnus moschatus
Myrothamnus moschatus är en tvåhjärtbladig växtart som först beskrevs av Henri Ernest Baillon, och fick sitt nu gällande namn av Henri Ernest Baillon. Myrothamnus moschatus ingår i släktet Myrothamnus och familjen Myrothamnaceae. Inga underarter finns listade.